# 李承勲
李 承勲 （イ・スンフン、이승훈、Lee Seung-hoon、1988年3月6日 - ）は、大韓民国ソウル特別市出身の男子スピードスケート、ショートトラックスピードスケート選手。2010年バンクーバーオリンピック10000mと2018年平昌オリンピックマススタートで金メダルを獲得している。

## 自己ベスト
- 500m　36秒34　（2015年3月7日）
- 1000m　1分23秒90　（2001年12月1日）
- 1500m　1分44秒83　（2017年12月3日）
- 3000m　3分39秒43　（2012年8月12日）
- 5000m　6分07秒04　（2013年11月10日）
- 10000m　12分55秒54　（2018年2月15日）